# Schlacht von Spartolos
Sybota – Potidaia – Spartolos – Stratos – Naupaktos – Plataiai – Olpai – Tanagra – Pylos – Sphakteria – Korinth – Megara – Delion – Amphipolis – Mantineia – Melos – Syrakus – Milet – Syme – Eretria – Kynossema – Abydos – Kyzikos – Ephesos – Chalkedon – Byzanz – Andros – Notion – Mytilene  – Arginusen – Aigospotamoi
Die Schlacht von Spartolos fand im Jahre 429 v. Chr. in der Frühphase des Peloponnesischen Krieges zwischen Truppen Athens auf der einen und der mit Sparta verbündeten chalkidikischen Städte auf der anderen Seite statt.

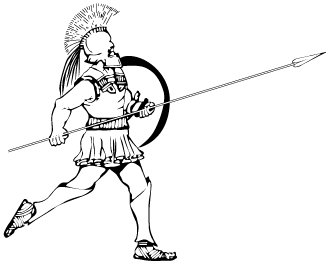
Griechischer Hoplit
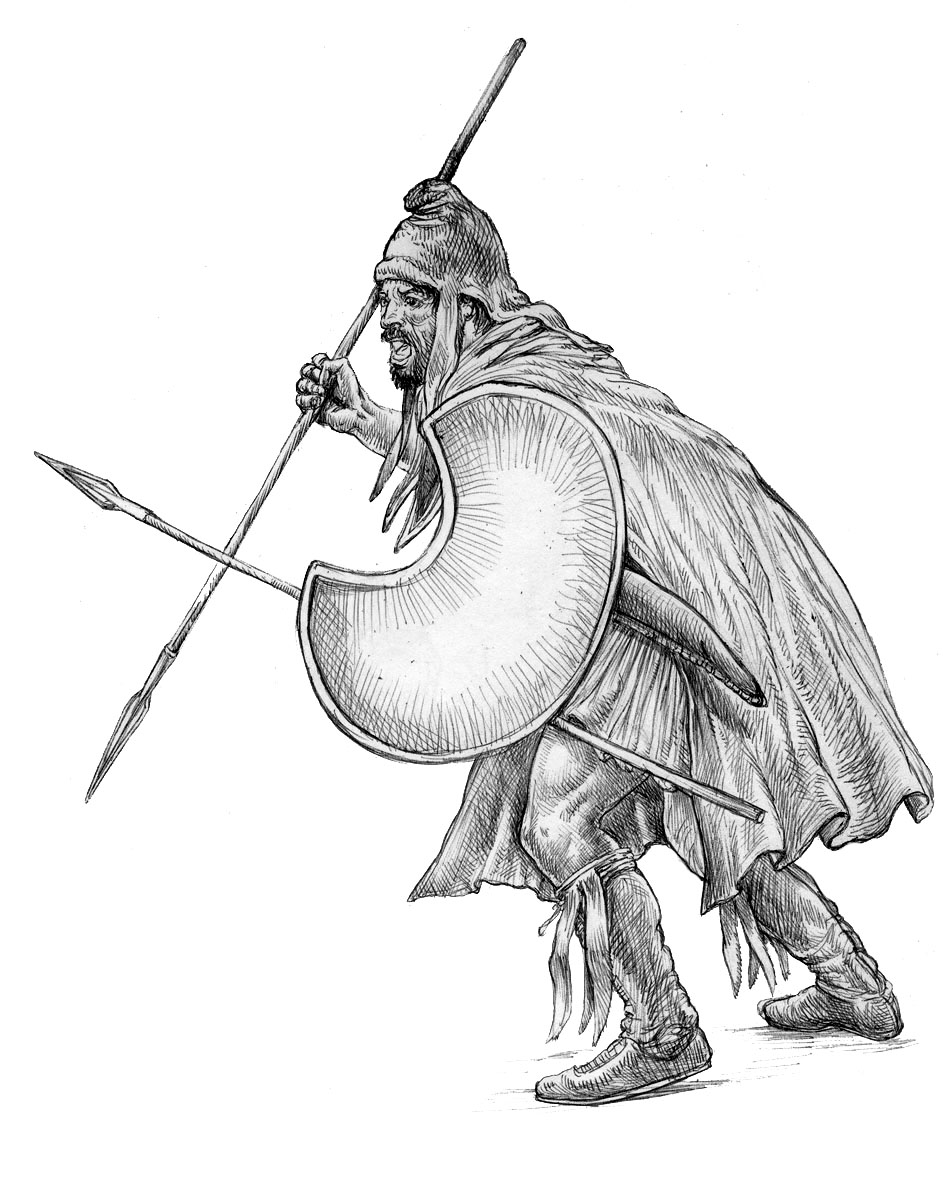
Thrakischer Peltast

Nach dem Sieg in der Schlacht von Potidaia und der Einnahme dieser Stadt nach langer Belagerung gingen die Athener unter den Strategen Xenophon (nicht zu verwechseln mit dem zu diesem Zeitpunkt gerade erst geborenen Historiker Xenophon), Phanomachos und Hestiodoros daran, die übrigen von Athen abgefallenen Städte auf der Halbinsel Chalkidike zu unterwerfen, allen voran Olynthos und Spartolos. Als die Athener die Getreidefelder um Spartolos in Brand steckten, um dessen Bevölkerung auszuhungern, kamen den Spartolern Truppen aus Olynth zu Hilfe, die allerdings von den athenischen Hopliten besiegt wurden, sodass sich ihre Überreste nach Spartolos zurückziehen mussten.
Ihre Reiterei blieb dagegen siegreich gegen die Athener ebenso wie die leichten Truppen. Als diese auch noch Verstärkung durch frische Peltasten aus Olynth erhielten, erneuerten sie ihren Angriff gegen die attischen Hopliten, die für einen Gegenangriff zu langsam waren und aus der Ferne aufgerieben wurden. Nachdem sämtliche Heerführer und 430 Kämpfer gefallen waren, flohen die restlichen Athener zurück nach Potidaia.